# Lenore Wingard
Lenore Wingard (Estados Unidos, 26 de septiembre de 1911-Cincinnati, 9 de febrero de 2000), también llamada Lenore Kight, fue una nadadora estadounidense especializada en pruebas de estilo libre media distancia, donde consiguió ser subcampeona olímpica en 1932 en los 400 metros.

## Carrera deportiva
En las Olimpiadas de Los Ángeles 1932 ganó la medalla de plata en los 400 metros estilo libre, y cuatro años después, en los Juegos Olímpicos de Berlín 1936 ganó la medalla de bronce en la misma prueba, tras la neerlandesa Rie Mastenbroek y la danesa Ragnhild Hveger.